# 増水
| ウィキペディアには「増水」という見出しの百科事典記事はありません（タイトルに「増水」を含むページの一覧/「増水」で始まるページの一覧）。 代わりにウィクショナリーのページ「増水」が役に立つかもしれません。 |